# 香港四邑商工總會陳南昌紀念中學
香港四邑商工總會陳南昌紀念中學（英語：HKSYC&IA Chan Nam Chong Memorial College）是香港葵青區的一所中學，位於香港新界葵青區敬祖路祖堯邨的一所連環型校舍，於1979年創辦，以早年香港富商陳南昌名字命名。該校辦學團體為香港四邑商工總會，香港四邑商工總會由台山、新會、開平、恩平四縣旅港鄉親組成，1909年成立，初名「香港四邑商工總局」，1951年更名「香港四邑商工總會」。戰後初年，於港九開辦義學。1963年相繼開辦中學2間、小學2間及特殊學校2間。

## 辦學宗旨
以「興學育才」的精神辦學，務使適齡青少年能就學，讀書而明理，培育「忠、恕、勤、敏」的良好品格，進而達到宣張禮、義、廉、恥四維的目標。

## 學校環境及設備
學校面積約6000平方米，校園依山而建，環境優美，飽覽貨櫃碼頭及維港景色，毗鄰祖堯停車場，乃香港攝影發燒友喜到之處。
學校設施包括科學實驗室、電腦室、科技設計教學室、校園電視台、教學媒體製作室、虛擬實境VR教學中心、創新科技教學中心、平板電腦學習中心、E-learning Bar、自修室等

## 學校特色
學校以「成功教育」為理念，致力提供機會讓學生發展潛能，讓學生感受成功的喜悅，從而引發學習的能量。學校秉持教師是學生人生導師的理念，陪伴學生成長，從旁引導，建立人生自標，鼓勵追尋夢想。因應學生不同的夢想，學校設計多元化課程，以發掘學生潛能。學校重視兩文三語的培養，堅持母語教學，以促進課堂互動，減少學生學習障礙，幫助其發展各種共通能力。
教師團隊熱心積極，致力營建溫暖融和的關愛校園文化，為學生提供愉快健康的學習環境，同時強化品德情意教育，培育學生關心他人和社會。在嚴而有愛，訓輔並重的教育下，校風純樸，學生守規。校園氣氛正面，師生關係融洽，學生熱愛生活，積極進取，樂於服務，具自學能力。學校於2007至2018連續十二年獲得關愛校園優異獎，並於2011年獲得卓越「最關愛教職員」主題大獎。

## 外部連結
- 香港四邑商工總會陳南昌紀念中學 （页面存档备份，存于）
- 香港四邑商工總會陳南昌紀念中學-Instagram
- 南昌貓舍-Instagram
- 香港四邑商工總會陳南昌紀念中學-Facebook
- 香港四邑商工總會陳南昌紀念中學-YouTube
- 陳南昌紀念中學校園電視台-CNC CampusTV （页面存档备份，存于）
- 香港四邑商工總會陳南昌紀念中學-家長教師會
- 香港四邑商工總會陳南昌紀念中學-校友會
- 香港中學概覽
- 教育局-學校搜尋-香港四邑商工總會陳南昌紀念中學

22°20′43″N 114°07′45″E / 22.3451895°N 114.1291915°E